# Peter Kirk (homme politique)
Peter Michael Kirk, (18 mai 1928 - 17 avril 1977) est un écrivain britannique, homme de médias, homme politique conservateur, ministre dans les gouvernements d'Alec Douglas-Home et Edward Heath, et parlementaire européen.

## Jeunesse
Fils aîné et quatrième enfant de Kenneth Kirk (en) (évêque d'Oxford 1937 - 1954), il fait ses études à Marlborough College et au Trinity College d'Oxford, où il obtient une maîtrise en histoire moderne après avoir d'abord étudié les langues (notamment une période à l'Université de Berne étudiant le vieux haut allemand). Il assiste au congrès de La Haye en 1948 dont est issu le Mouvement européen, et est président de l'Oxford Union Society en 1949.

## Carrière
Au début des années 1950, il est correspondant diplomatique pour le Kemsley Newspapers (qui fait partie du Mercury News Service de Ian Fleming), et après son élection au Parlement, il continue à écrire en indépendant avec des contributions régulières (entre autres) au Telegraph, Truth, the National et English Review, Blackwood's, le Spectator, le Berkshire Chronicle, le Trenton Times (États-Unis), et après 1961 dans la presse et à la télévision allemandes. Il réalise des films documentaires pour J. Arthur Rank et est diffusé fréquemment à la radio et à la télévision britanniques.
Aux élections générales de 1955, il est élu député de Gravesend, battant le député sortant Sir Richard Acland, qui a quitté le Parti travailliste pour se présenter comme candidat indépendant. Kirk est réélu à Gravesend aux élections de 1959, mais perd son siège aux élections générales de 1964 au profit du travailliste Albert Murray.
En février 1965, l'ancien chancelier conservateur et vice-premier ministre Rab Butler est élevé à la pairie et renonce à son siège parlementaire à Saffron Walden. Kirk est le candidat élu à l'élection partielle de mars 1965 et conserve le siège jusqu'à sa mort.
Sous le gouvernement d'Alec Douglas-Home, Kirk est sous-secrétaire d'État à la Guerre de 1963 à 1964. Lorsque les conservateurs reprennent le pouvoir en 1970, le Premier ministre Edward Heath le nomme sous-secrétaire à la Défense de la Royal Navy de 1970 à 1973, période au cours de laquelle il visite tous les établissements navals britanniques, tant au pays qu'à l'étranger. Il dirige la première délégation conservatrice au Parlement européen en 1973, une équipe mixte de pairs et de députés qui conservent leurs sièges parlementaires et leur charge de travail sur un double mandat.
Les principaux intérêts de Kirk sont les affaires étrangères et la défense, étant un représentant parlementaire britannique au Conseil de l'Europe de 1956 à 1963 et à nouveau de 1966 à 1970. Il siège également à la délégation parlementaire anglo-américaine et à divers comités de l'Union de l'Europe occidentale. Ayant été trop jeune pour combattre pendant la Seconde Guerre mondiale (bien que fortement affecté par celle-ci), il entend l'appel de Winston Churchill pour des États-Unis d'Europe en septembre 1946 et consacre une grande partie de sa carrière à y parvenir. Il est opposé à l'intervention britannique à Suez en 1956, mais un fervent partisan de l'entrée de la Grande-Bretagne dans le Marché commun de l'époque en 1973, et un militant de premier plan pour y maintenir le pays lors du référendum de 1975. Parlant couramment l'allemand et le français, il admire particulièrement la façon dont les Allemands ont reconstruit leur pays et développé un système politique pacifique, stable et bien géré au lendemain de 1945. Chez lui, il  fait campagne vigoureusement pour l'abolition de la peine de mort.
Il déteste les dictatures de toutes sortes et déplore beaucoup la perte de l'Europe de l'Est au profit du communisme ; il croit fermement que le destin de l'Europe inclut les États communistes d'Europe de l'Est, bien qu'il n'ait pas vécu assez longtemps pour les voir inclus dans l'OTAN ou l'Union européenne.
Kirk est fait chevalier en 1976. Il a une crise cardiaque la même année et est décédé d'une deuxième crise cardiaque le 17 avril 1977, à son domicile de Steeple Bumpstead. L'élection partielle pour son siège de Saffron Walden est remportée par le candidat conservateur Alan Haselhurst. Le Peter Kirk Memorial Fund est créé en son honneur, pour donner des bourses aux jeunes pour étudier l'Europe moderne et ses institutions.

## Vie privée
Fervent anglican, il est délégué au Conseil œcuménique des Églises à Delhi en 1961. Il publie One Army Strong (Faith Press, 1958) et une monographie sur TS Eliot dans Thirteen for Christ (éd. Melville Harcourt, Sheed & Ward, 1963).
Il se marie en août 1950 à Elizabeth Mary, fille de Richard Brockbank Graham et de Gertrude née Anson. Ils ont trois fils, dont Matthew Kirk, qui est plus tard l'ambassadeur britannique en Finlande.